# Padej
Padej (en serbe cyrillique : Падеј ; en hongrois : Padé) est une localité de Serbie située dans la province autonome de Voïvodine. Elle fait partie de la municipalité de Čoka dans le district du Banat septentrional. Au recensement de 2011, elle comptait 2 375 habitants.
Padej est officiellement classé parmi les villages de Serbie.

## Géographie

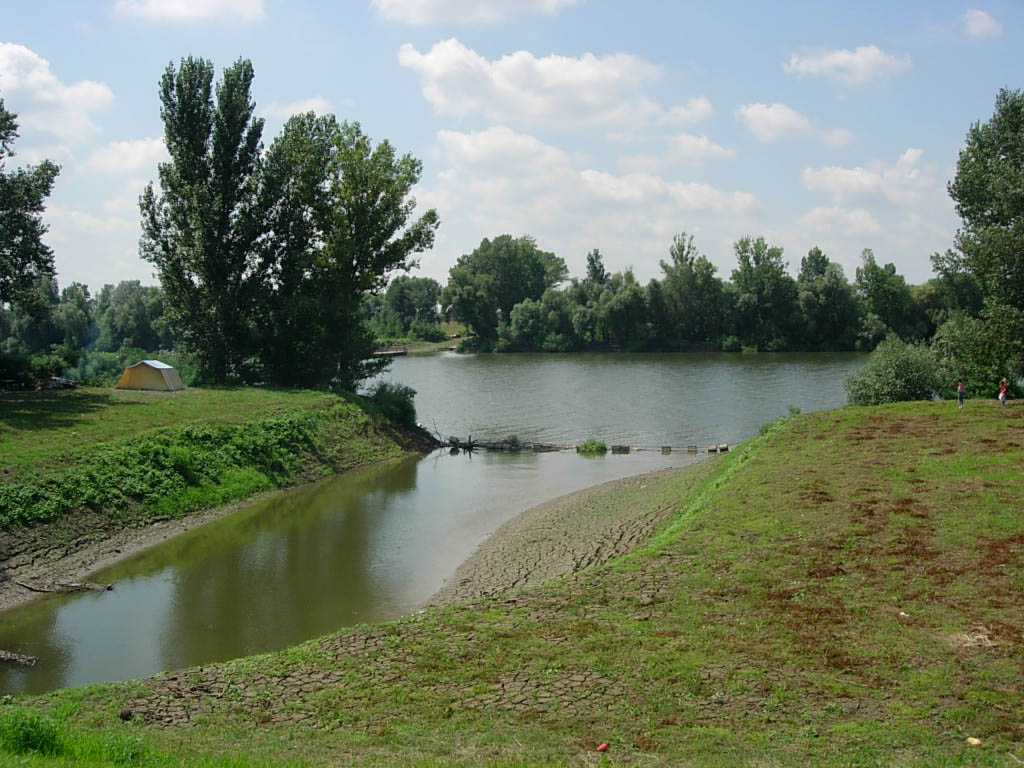
La confluence de la Zlatica et de la Tisa près de Padej

## Démographie

### Évolution historique de la population
| 1948  | 1953  | 1961  | 1971  | 1981  | 1991  | 2002  | 2011  |
| ----- | ----- | ----- | ----- | ----- | ----- | ----- | ----- |
| 4 494 | 4 610 | 4 545 | 3 993 | 3 465 | 3 190 | 2 882 | 2 375 |

|  |